# Coruche (Aguiar da Beira)
Coruche é uma povoação portuguesa do Município de Aguiar da Beira que foi sede da Freguesia de Coruche, freguesia que tinha 7,63 km² de área e 158 habitantes (2011), e, por isso, uma densidade populacional de 20,7 hab/km².
A Freguesia de Coruche foi extinta (agregada) em 2013, no âmbito de uma reforma administrativa nacional, tendo sido agregada à Freguesia de Aguiar da Beira, para formar uma nova freguesia denominada União das Freguesias de Aguiar da Beira e Coruche.

## Geografia
Localizada no centro do município, Coruche tinha como freguesias vizinhas Aguiar da Beira a norte e noroeste, Valverde a leste, Cortiçada a sul e Pinheiro a oeste.

## População
| População da freguesia de Coruche | População da freguesia de Coruche | População da freguesia de Coruche | População da freguesia de Coruche | População da freguesia de Coruche | População da freguesia de Coruche | População da freguesia de Coruche | População da freguesia de Coruche | População da freguesia de Coruche | População da freguesia de Coruche | População da freguesia de Coruche | População da freguesia de Coruche | População da freguesia de Coruche | População da freguesia de Coruche | População da freguesia de Coruche |
| --------------------------------- | --------------------------------- | --------------------------------- | --------------------------------- | --------------------------------- | --------------------------------- | --------------------------------- | --------------------------------- | --------------------------------- | --------------------------------- | --------------------------------- | --------------------------------- | --------------------------------- | --------------------------------- | --------------------------------- |
| 1864                              | 1878                              | 1890                              | 1900                              | 1911                              | 1920                              | 1930                              | 1940                              | 1950                              | 1960                              | 1970                              | 1981                              | 1991                              | 2001                              | 2011                              |
| 344                               | 353                               | 421                               | 487                               | 546                               | 510                               | 531                               | 625                               | 757                               | 744                               | 424                               | 308                               | 250                               | 208                               | 158                               |

## Património
- Ponte do Candal
- Ponte Portucamense
- Ponte Portucalense sobre o rio Coja ou ribeira de Coja